# Kenia op de Olympische Zomerspelen 2024
Kenia nam deel aan de Olympische Zomerspelen 2024 in Parijs, Frankrijk.

## Medailleoverzicht
| Medaille | Naam              | Sport    | Onderdeel               | Datum            |
| -------- | ----------------- | -------- | ----------------------- | ---------------- |
| Goud     | Beatrice Chebet   | Atletiek | 5000 m (v)              | 5 augustus 2024  |
| Goud     | Beatrice Chebet   | Atletiek | 10.000 m (v)            | 9 augustus 2024  |
| Goud     | Emmanuel Wanyonyi | Atletiek | 800 m (m)               | 10 augustus 2024 |
| Goud     | Faith Kipyegon    | Atletiek | 1500 m (v)              | 10 augustus 2024 |
|          |                   |          |                         |                  |
| Zilver   | Faith Kipyegon    | Atletiek | 5000 m (v)              | 5 augustus 2024  |
| Zilver   | Ronald Kwemoi     | Atletiek | 5000 m (m)              | 10 augustus 2024 |
|          |                   |          |                         |                  |
| Brons    | Mary Moraa        | Atletiek | 800 m (v)               | 5 augustus 2024  |
| Brons    | Faith Cherotich   | Atletiek | 3000 m steeplechase (v) | 6 augustus 2024  |
| Brons    | Abraham Kibiwot   | Atletiek | 3000 m steeplechase (m) | 7 augustus 2024  |
| Brons    | Benson Kipruto    | Atletiek | Marathon (m)            | 10 augustus 2024 |
| Brons    | Hellen Obiri      | Atletiek | Marathon (v)            | 11 augustus 2024 |

## Aantal Deelnemers
Hieronder volgt een overzicht van de atleten die zich kwalificeerden voor de Olympische Zomerspelen van 2024.
| Sport     | Mannen | Vrouwen | Totaal |
| --------- | ------ | ------- | ------ |
| Atletiek  | 25     | 19      | 44     |
| Judo      | 0      | 1       | 1      |
| Rugby     | 12     | 0       | 12     |
| Schermen  | 0      | 1       | 1      |
| Volleybal | 0      | 12      | 12     |
| Zwemmen   | 1      | 1       | 2      |
| Totaal    | 38     | 34      | 72     |

## Deelnemers en Resultaten

### Atletiek

#### Loopnummers
Mannen
| atleet                  | onderdeel           | voorronde | voorronde | series        | series | herkansingen   | herkansingen   | halve finale   | halve finale   | finale         | finale         |
| atleet                  | onderdeel           | tijd      | rang      | tijd          | rang   | tijd           | rang           | tijd           | rang           | tijd           | rang           |
| ----------------------- | ------------------- | --------- | --------- | ------------- | ------ | -------------- | -------------- | -------------- | -------------- | -------------- | -------------- |
| Ferdinand Omanyala      | 100 m               | bye       | bye       | 10,08         | 1 Q    | n.v.t.         | n.v.t.         | 10,08          | 8              | niet geplaatst | niet geplaatst |
| Zablon Ekwam            | 400 m               | n.v.t.    | n.v.t.    | DNF           | DNF    | niet geplaatst | niet geplaatst | niet geplaatst | niet geplaatst | niet geplaatst | niet geplaatst |
| Emmanuel Wanyonyi       | 800 m               | n.v.t.    | n.v.t.    | 1.44,64       | 1 Q    | bye            | bye            | 1.43,32        | 1 Q            | 1.41,19 PB     | Goud           |
| Wycliffe Kinyamal       | 800 m               | n.v.t.    | n.v.t.    | 1.45,86       | 3 Q    | bye            | bye            | 1.45,29        | 3              | niet geplaatst | niet geplaatst |
| Koitatoi Kidali         | 800 m               | n.v.t.    | n.v.t.    | 1.45,84       | 5 H    | 1.46,37        | 6              | niet geplaatst | niet geplaatst | niet geplaatst | niet geplaatst |
| Reynold Cheruiyot       | 1500 m              | n.v.t.    | n.v.t.    | 3.37,12       | 4 Q    | bye            | bye            | 3.35,32        | 10             | niet geplaatst | niet geplaatst |
| Timothy Cheruiyot       | 1500 m              | n.v.t.    | n.v.t.    | 3.35,39       | 5 Q    | bye            | bye            | 3.32,30        | 5 Q            | 3.31,35        | 11             |
| Brian Komen             | 1500 m              | n.v.t.    | n.v.t.    | 3.36,31       | 2 Q    | bye            | bye            | 3.32,57        | 4 Q            | 3.35,59        | 12             |
| Jacob Krop              | 5000 m              | n.v.t.    | n.v.t.    | 14.08,73      | 4 Q    | n.v.t.         | n.v.t.         | n.v.t.         | n.v.t.         | 13.18,68 SB    | 10             |
| Edwin Kurgat            | 5000 m              | n.v.t.    | n.v.t.    | 14.08,76      | 5 Q    | n.v.t.         | n.v.t.         | n.v.t.         | n.v.t.         | 13.17,18       | 7              |
| Ronald Kwemoi           | 5000 m              | n.v.t.    | n.v.t.    | 13.52,51      | 6 Q    | n.v.t.         | n.v.t.         | n.v.t.         | n.v.t.         | 13.15,04       | Zilver         |
| Bernard Kibet           | 10000 m             | n.v.t.    | n.v.t.    | n.v.t.        | n.v.t. | n.v.t.         | n.v.t.         | n.v.t.         | n.v.t.         | 26.43,98       | 5              |
| Nicholas Kipkorir       | 10000 m             | n.v.t.    | n.v.t.    | n.v.t.        | n.v.t. | n.v.t.         | n.v.t.         | n.v.t.         | n.v.t.         | 27.23,97       | 14             |
| Daniel Mateiko          | 10000 m             | n.v.t.    | n.v.t.    | n.v.t.        | n.v.t. | n.v.t.         | n.v.t.         | n.v.t.         | n.v.t.         | 26.50,83       | 11             |
| Wiseman Mukhobe         | 400 m horden        | n.v.t.    | n.v.t.    | 48,58         | 5 q    | bye            | bye            | 49,22          | 5              | niet geplaatst | niet geplaatst |
| Abraham Kibiwott        | 3000 m steeplechase | n.v.t.    | n.v.t.    | 8.12,02       | 3 Q    | n.v.t.         | n.v.t.         | n.v.t.         | n.v.t.         | 8.06,47        | Brons          |
| Simon Koech             | 3000 m steeplechase | n.v.t.    | n.v.t.    | 8.24,95(,942) | 3 Q    | n.v.t.         | n.v.t.         | n.v.t.         | n.v.t.         | 8.09,87        | 7              |
| Amos Serem              | 3000 m steeplechase | n.v.t.    | n.v.t.    | 8.18,41       | 6 qR   | n.v.t.         | n.v.t.         | n.v.t.         | n.v.t.         | 8.19,74        | 14             |
| Eliud Kipchoge          | marathon            | n.v.t.    | n.v.t.    | n.v.t.        | n.v.t. | n.v.t.         | n.v.t.         | n.v.t.         | n.v.t.         | DNF            | DNF            |
| Benson Kipruto          | marathon            | n.v.t.    | n.v.t.    | n.v.t.        | n.v.t. | n.v.t.         | n.v.t.         | n.v.t.         | n.v.t.         | 2.07.00        | Brons          |
| Alexander Mutiso Munyao | marathon            | n.v.t.    | n.v.t.    | n.v.t.        | n.v.t. | n.v.t.         | n.v.t.         | n.v.t.         | n.v.t.         | 2.10.31        | 21             |
| Samuel Gathimba         | 20km snelwandelen   | n.v.t.    | n.v.t.    | n.v.t.        | n.v.t. | n.v.t.         | n.v.t.         | n.v.t.         | n.v.t.         | 1.21.26        | 22             |

Vrouwen
| atlete                  | onderdeel           | series     | series | herkansingen | herkansingen | halve finale | halve finale | finale         | finale         |
| atlete                  | onderdeel           | tijd       | rang   | tijd         | rang         | tijd         | rang         | tijd           | rang           |
| ----------------------- | ------------------- | ---------- | ------ | ------------ | ------------ | ------------ | ------------ | -------------- | -------------- |
| Vivian Chebet Kiprotich | 800 m               | 1.59,90    | 5 H    | 1.59,31      | 2 q          | 1.59,64      | 8            | niet geplaatst | niet geplaatst |
| Mary Moraa              | 800 m               | 1.57,95    | 2 Q    | bye          | bye          | 1.57,86      | 1 Q          | 1.57,42        | Brons          |
| Lilian Odira            | 800 m               | 1.58,83 PB | 3 Q    | bye          | bye          | 1.58,53      | 4            | niet geplaatst | niet geplaatst |
| Nelly Chepchirchir      | 1500 m              | 4.02,67    | 1 Q    | bye          | bye          | 4.03,24      | 11           | niet geplaatst | niet geplaatst |
| Susan Ejore             | 1500 m              | 3.59,01    | 3 Q    | bye          | bye          | 3.56,57 PB   | 5 Q          | 3.56,07 PB     | 6              |
| Faith Kipyegon          | 1500 m              | 4.00,74    | 4 Q    | bye          | bye          | 3.58,64      | 1            | 3.51,29 OR     | 1 [ 1 ]        |
| Faith Kipyegon          | 5000 m              | 14.57,56   | 1 Q    | n.v.t.       | n.v.t.       | n.v.t.       | n.v.t.       | 14.29,60       | Zilver         |
| Beatrice Chebet         | 5000 m              | 15.00,73   | 1 Q    | n.v.t.       | n.v.t.       | n.v.t.       | n.v.t.       | 14.28,56       | Goud           |
| Beatrice Chebet         | 10000 m             | n.v.t.     | n.v.t. | n.v.t.       | n.v.t.       | n.v.t.       | n.v.t.       | 30.43,25       | Goud           |
| Margaret Kipkemboi      | 5000 m              | 14.57,70   | 4 Q    | n.v.t.       | n.v.t.       | n.v.t.       | n.v.t.       | 14.32,23       | 5              |
| Margaret Kipkemboi      | 10000 m             | n.v.t.     | n.v.t. | n.v.t.       | n.v.t.       | n.v.t.       | n.v.t.       | 30.44,58       | 4              |
| Lilian Kisait           | 10000 m             | n.v.t.     | n.v.t. | n.v.t.       | n.v.t.       | n.v.t.       | n.v.t.       | 30.45,04       | 5              |
| Beatrice Chepkoech      | 3000 m steeplechase | 9.13,56    | 1 Q    | n.v.t.       | n.v.t.       | n.v.t.       | n.v.t.       | 9.04,24        | 6              |
| Jackline Chepkoech      | 3000 m steeplechase | 9.35,56    | 12     | n.v.t.       | n.v.t.       | n.v.t.       | n.v.t.       | niet geplaatst | niet geplaatst |
| Faith Cherotich         | 3000 m steeplechase | 9.10,57    | 2 Q    | n.v.t.       | n.v.t.       | n.v.t.       | n.v.t.       | 8.55,15 PB     | Brons          |
| Peres Jepchirchir       | marathon            | n.v.t.     | n.v.t. | n.v.t.       | n.v.t.       | n.v.t.       | n.v.t.       | 2.26.51        | 15             |
| Sharon Lokedi           | marathon            | n.v.t.     | n.v.t. | n.v.t.       | n.v.t.       | n.v.t.       | n.v.t.       | 2.23.14 PB     | 4              |
| Hellen Obiri            | marathon            | n.v.t.     | n.v.t. | n.v.t.       | n.v.t.       | n.v.t.       | n.v.t.       | 2.23.10 PB     | Brons          |

Gemengd
| atlete | onderdeel | series  | series | finale         | finale         |
| atlete | onderdeel | tijd    | rang   | tijd           | rang           |
| --- | --------- | ------- | ------ | -------------- | -------------- |
| David Sanayek Kapirante Boniface Ontuga Mweresa Kelvin Sane Tauta Mercy Chebet Veronica Kamumbe Mutua Maureen Nyatichi Thomas | 4x400 m   | 3.13,13 | 12     | niet geplaatst | niet geplaatst |

#### Technische nummers
Mannen
| atleet      | onderdeel   | kwalificaties | kwalificaties | finale  | finale |
| atleet      | onderdeel   | afstand       | rang          | afstand | rang   |
| ----------- | ----------- | ------------- | ------------- | ------- | ------ |
| Julius Yego | speerwerpen | 85,97 SB      | 5 Q           | 87,72   | 5      |

### Judo
Vrouwen
| atleet          | onderdeel | eerste ronde         | tweede ronde         | kwartfinale          | halve finale         | herkansing           | finale / BM          | finale / BM    |
| atleet          | onderdeel | tegenstander uitslag | tegenstander uitslag | tegenstander uitslag | tegenstander uitslag | tegenstander uitslag | tegenstander uitslag | rang           |
| --------------- | --------- | -------------------- | -------------------- | -------------------- | -------------------- | -------------------- | -------------------- | -------------- |
| Zeddy Cherotich | -78 kg    | Sampaio V 00 - 10    | niet geplaatst       | niet geplaatst       | niet geplaatst       | niet geplaatst       | niet geplaatst       | niet geplaatst |

### Rugby

#### Mannen
| Olympiër | Discipline | Resultaat | Prestatie |
| --- | ---------- | --------- | --------- |
| John Okeyo Lamec Kokoyo George Angeyo Vincent Onyala Brian Tanga Kevin Wekesa Anthony Mboya Herman Humwa Samuel Asati Nygel Amaitsa Patrick OKong'o Chrisant Ojwang Denis Abukuse | mannen     | 9e        | zie onder |

| Groep B |            |     |   |   |   |     |    |    |       |              |
| #       | Land       | Wed | W | G | V | Ptn | V  | T  | Saldo | Kwalificatie |
| 1       | Australië  | 3   | 3 | 0 | 0 | 9   | 64 | 35 | +29   | Kwartfinale  |
| 2       | Argentinië | 3   | 2 | 0 | 1 | 7   | 73 | 46 | +27   | Kwartfinale  |
| 3       | Samoa      | 3   | 1 | 0 | 2 | 5   | 52 | 49 | +3    | Plaats 9-12  |
| 4       | Kenia      | 3   | 0 | 0 | 3 | 3   | 19 | 78 | -59   | Plaats 9-12  |

| Ronde        | Datum        | Lokale tijd | Land    | Score   | Land  |
| ------------ | ------------ | ----------- | ------- | ------- | ----- |
| Groepsfase   |              |             |         |         |       |
| 24 juli 2024 | 16:00        | Argentinië  | 31 - 12 | Kenia   |       |
| 24 juli 2024 | 19:00        | Australië   | 21 - 7  | Kenia   |       |
| 25 juli 2024 | 14:00        | Samoa       | 26 - 0  | Kenia   |       |
|              |              |             |         |         |       |
| Plaats 9-12  | 25 juli 2024 | 20:30       | Uruguay | 14 - 19 | Kenia |
|              |              |             |         |         |       |
| Plaats 9-10  | 27 juli 2024 | 17:00       | Samoa   | 5 - 10  | Kenia |

### Schermen
Vrouwen
| atleet          | onderdeel | eerste ronde         | tweede ronde         | derde ronde          | kwartfinale          | halve finale         | finale / BM          | finale / BM    |
| atleet          | onderdeel | tegenstander uitslag | tegenstander uitslag | tegenstander uitslag | tegenstander uitslag | tegenstander uitslag | tegenstander uitslag | rang           |
| --------------- | --------- | -------------------- | -------------------- | -------------------- | -------------------- | -------------------- | -------------------- | -------------- |
| Alexandra Ndolo | degen     | bye                  | Kryvytska V 12 - 13  | niet geplaatst       | niet geplaatst       | niet geplaatst       | niet geplaatst       | niet geplaatst |

### Volleybal

#### Vrouwenteam
| Atleten | Discipline | Resultaat | Prestatie |
| --- | ---------- | --------- | --------- |
| Esther Mutinda Veronica Oluoch Pamella Owino Leonida Kasaya Belinda Barasa Emmaculate Misoki Trizah Atuka Loise Simiyu Juliana Namutira Lorine Kaei Agripina Kundu Edith Mukuvilani | vrouwen    | 12        | zie onder |

| # | Ploeg    | Punten | Wedstrijden | Wedstrijden | Wedstrijden | Sets | Sets | Sets  |
| # | Ploeg    | Punten | G           | W           | V           | W    | V    | Ratio |
| - | -------- | ------ | ----------- | ----------- | ----------- | ---- | ---- | ----- |
| 1 | Brazilië | 9      | 3           | 3           | 0           | 9    | 0    | +9    |
| 2 | Polen    | 6      | 3           | 2           | 1           | 6    | 4    | +2    |
| 3 | Japan    | 3      | 3           | 1           | 2           | 4    | 6    | -2    |
| 4 | Kenia    | 0      | 3           | 0           | 3           | 0    | 9    | -9    |

| Groepsfase      |                |                |                |                |                |                |                |
| 29 juli 2024    | 13:00          | Brazilië       | 3 - 0          | Kenia          |                |                |                |
| 31 juli 2024    | 21:00          | Polen          | 3 - 0          | Kenia          |                |                |                |
| 3 augustus 2024 | 13:00          | Japan          | 3 - 0          | Kenia          |                |                |                |
|                 |                |                |                |                |                |                |                |
| Kwartfinale     | niet geplaatst | niet geplaatst | niet geplaatst | niet geplaatst | niet geplaatst | niet geplaatst | niet geplaatst |
|                 |                |                |                |                |                |                |                |
| Halve finale    | niet geplaatst | niet geplaatst | niet geplaatst | niet geplaatst | niet geplaatst | niet geplaatst | niet geplaatst |
|                 |                |                |                |                |                |                |                |
| Finale          | niet geplaatst | niet geplaatst | niet geplaatst | niet geplaatst | niet geplaatst | niet geplaatst | niet geplaatst |

### Zwemmen
Mannen
| atleet           | onderdeel        | series  | series | halve finale | halve finale | finale         | finale         |
| atleet           | onderdeel        | tijd    | rang   | tijd         | rang         | tijd           | rang           |
| ---------------- | ---------------- | ------- | ------ | ------------ | ------------ | -------------- | -------------- |
| Ridhwan Abubakar | 400 m vrije slag | 4.05,14 | 36     | n.v.t.       | n.v.t.       | niet geplaatst | niet geplaatst |

Vrouwen
| atlete           | onderdeel       | series | series | halve finale   | halve finale   | finale         | finale         |
| atlete           | onderdeel       | tijd   | rang   | tijd           | rang           | tijd           | rang           |
| ---------------- | --------------- | ------ | ------ | -------------- | -------------- | -------------- | -------------- |
| Maria Brunlehner | 50 m vrije slag | 25,82  | 27     | niet geplaatst | niet geplaatst | niet geplaatst | niet geplaatst |